# Hamad Amar
Hamad Amar (hebr.: חמד עמאר, arab.: حمد عمار, ur. 5 listopada 1964 w Izraelu) – izraelski adwokat i polityk narodowości arabskiej, druz, w latach 2009–2019 poseł do Knesetu z listy ugrupowania Nasz Dom Izrael, dwukrotnie zastępca przewodniczącego Knesetu.

## Życiorys
Urodził się 5 listopada 1964 w Izraelu.
W latach 1982–1986 służył w wojsku. Ukończył studia prawnicze w college’u w Hod ha-Szaron oraz socjologiczne w Ha-Michlala ha-akademit Cefat w Safedzie. Pracował jako adwokat.
W wyborach w 2009 został wybrany posłem. W osiemnastym Knesecie zasiadał w komisjach spraw gospodarczych oraz spraw wewnętrznych i środowiska. W 2013 uzyskał reelekcję, a w Knesecie dziewiętnastej kadencji był zastępcą przewodniczącego parlamentu oraz członkiem komisji budownictwa; finansów oraz spraw wewnętrznych i środowiska. W wyborach w 2015 ponownie zdobył mandat poselski. W dwudziestym Knesecie znów pełnił funkcję zastępcy przewodniczącego i zasiadał w komisjach: organizacyjnej; nauki i technologii; spraw gospodarczych oraz zatwierdzania sędziów sądów druzyjskich. W kwietniu 2019 utracił miejsce w parlamencie.